# 島田悠生
島田 悠生（しまだ ゆうき、2008年4月9日 - ）は、日本の子役。クラージュキッズ所属。

## 概要
2008年4月生まれ。出身地は非公表。
「クイズ!あなたは小学5年生より賢いの?」の名物である「助っ人小学生」の5人の一人 慶応中学目指して勉強中の ゆうきくん として出演した。

## 出演

### ドラマ
- トレース～科捜研の男～ (2019年1月7日 - 3月18日、フジテレビ)
- 駐在刑事 (2018年、テレビ東京)
- 日曜劇場「下町ロケット」(2018年10月14日 - 12月23日、TBSテレビ)[3]
- 24時間テレビ41「ヒーローを作った男 石ノ森章太郎物語」(2018年8月25日、日本テレビ)
- 義母と娘のブルース (2018年7月10日 - から9月18日、TBS) - クラスメイト役
- NHK連続テレビ小説「エール」（2020年3月30日 -、NHK）

### 映画
- アスリート〜俺が彼に溺れた日々〜 （2019年7月26日、パル企画 、製作：キャナル）
- AI崩壊（2020年1月31日、CREDEUS、ワーナー・ブラザース映画）

### クイズ番組
- クイズ!あなたは小学5年生より賢いの?（2019年8月8日、10月18日 - 2020年3月13日、日本テレビ）- 助っ人小学生 レギュラー[1]

### バラエティー
- 1周回って知らない話 再現VTR (日本テレビ) - 古市憲寿 幼少期役
- オリガミの魔女と博士の四角い時間 (NHK Eテレ) - リュウ役
- 痛快TVスカッとジャパン (フジテレビ)

### CM
- オープンハウス「夢見る小学生 お付き合い」篇